# الغراب (مسلسل تركي)
الغراب هو مسلسل تركي من 21 حلقة (16 في الجزء الأول، و5 في الجزء الثاني) بدأ عرضه في 13 فبراير 2019 وانتهى عرضه في 16 أكتوبر من نفس السنة.

## قصة المسلسل
يحكي المسلسل عن الشاب كوزغون جيبجي (جلال في الدبلجة العربية) الذي عاد إلى اسطنبول بعد غياب دام عشرون سنة عندما ضاع في طفولته وهو في عمر الثمانية. وذلك من أجل الانتقام من عائلة بيلجين، ورئيسها رفعت بيلجين الذي كان صديق والده في الشرطة قبل أن يقوم بتدليس تهمة حيازة المخدرات له مقابل مبلغ مالي أعطاه له شرف داغستانلي، والذي سيكون أول ضحايا كوزغون.
غير أن حبه لـ ديلا بيلجين ابنة رفعت دائما ما يحول بينه وبين الانتقام.
ويبدأ الانتقام بمساعدة الخياط درويش الذي تبين فيما بعد أنه بهرام أضي فار رئيس شرف داغستانلي، كما أنه جد كوزغون، وهذا لم يمنع كوزغون من قتله في نهاية الجزء الأول.
الجزءالثاني:يخرج كوزغون من السجن فيقوم شركاء بهرام اضي فار بالهجوم عليه لقتله لكن لم ينجحوا وبعد ذلك قام بالبحث عن ديلا بيلجين التي تنفذها فرمان كورو أوغلو وهي تعيش الآن برفقته هو وخالته وابنة خالته

## مواعيد العرض
| الموسم | موعد العرض     | بداية الموسم   | نهاية الموسم   | عدد الحلقات المعروضة | الحلقات | القناة     |
| ------ | -------------- | -------------- | -------------- | -------------------- | ------- | ---------- |
| 1      | الأربعاء 20.00 | 13 فبراير 2019 | 29 مايو 2019   | 16                   | 1-16    | ستار تي في |
| 2      | الأربعاء 20.00 | 18 سبتمبر 2019 | 16 أكتوبر 2019 | 5                    | 17-21   | ستار تي في |

## للمراجع
1. ↑  "Kuzgun dizisi neden final yapıyor?". www.hurriyet.com.tr (بالتركية). Archived from the original on 2019-11-20. Retrieved 2019-11-29.

- الغراب على موقع IMDb (الإنجليزية)
- الغراب على موقع قاعدة بيانات الأفلام العربية
- الغراب على موقع كينوبويسك (الروسية)
- الغراب على موقع قاعدة بيانات الفيلم (الإنجليزية)